# The Avalanches
The Avalanches – australijska grupa muzyczna grająca muzykę elektroniczną założona w 1997 w Melbourne. Debiutancki album grupy Since I Left You został wydany w 2000 roku. Album został wyprodukowany w całości z sampli; było ich około 900. Płyta zadebiutowała na 8. miejscu brytyjskiej TOP 75. W skład zespołu wchodzą Robbie Chater i Tony Di Blasi. Jego fanami są Fatboy Slim i The Chemical Brothers. 

## Muzycy
| Obecny skład zespołu - Robbie Chater – instrumenty klawiszowe, gitara (od 1997) - Tony Di Blasi – instrumenty klawiszowe, wokal wspierający, gitara basowa (od 1997) |  | Byli członkowie zespołu - Manabu Etoh – perkusja (1997) - Dexter Fabay – gramofony (1998–2003) - Gordon McQuilten – instrumenty klawiszowe, instrumenty perkusyjne (1997–2001) - Darren Seltmann – instrumenty klawiszowe, gitara (1997–2006) - Peter "Snakey" Whitford – instrumenty perkusyjne (2001–2002) - James Dela Cruz – gramofony, instrumenty klawiszowe (2000–2004, 2015–2016) |

## Dyskografia

### Albumy
- Since I Left You (2000)
- Wildflower (2016)
- We Will Always Love You (2020)(inne języki)

### EPki
- El Producto (1997)
- Undersea Community (1999)[3]
- A Different Feeling (2000)[3]
- Electricity (2001)[3]
- At Last Alone (2001)[3]

### Single
- Rock City (1997)
- Electricity (1999)
- Frontier Psychiatrist (2000)
- Since I Left You (2001)
- Radio (2001)
- A Different Feeling (2002)
- Frankie Sinatra (2016)
- Colours (2016)
- Subways (2016)